# 伊沃
伊沃（法語：Yves，法語發音：[iv]）是法国滨海夏朗德省的一个市镇，位于该省西北部，原属罗什福尔区，自2017年改属拉罗谢尔区。

## 地理
伊沃（46°2'25"N, 1°2'42"W）面积25.75 平方千米，位于法国新阿基坦大区滨海夏朗德省，该省份为法国西部滨海省份，北起旺代省，西临大西洋，南至吉倫特省，东南接多爾多涅省，东北接德塞夫勒省接壤，东临夏朗德省。
与伊沃接壤的市镇（或旧市镇、城区）包括：巴隆、布勒伊马涅、沙泰拉永普拉日、富拉、圣洛朗德拉普雷、圣维维安、泰雷。

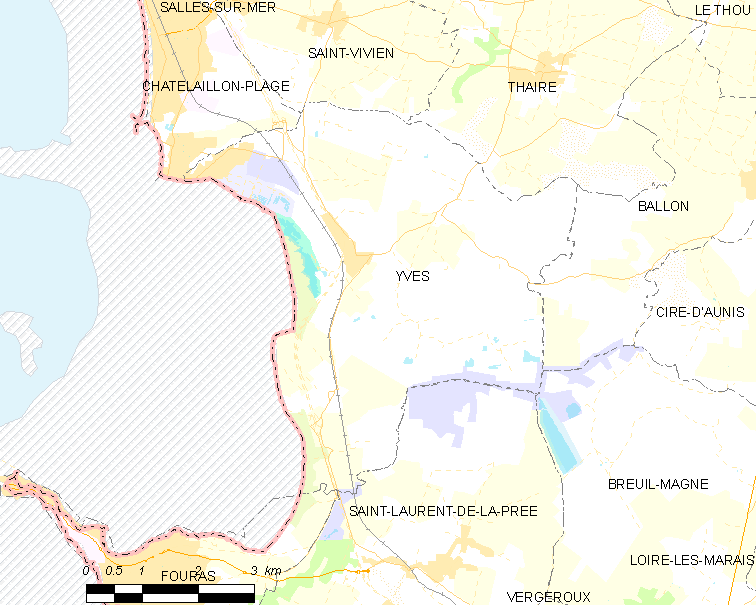
伊沃的OSM定位图

伊沃的时区为UTC+01:00、UTC+02:00（夏令时）。

## 行政
伊沃的邮政编码为17340，INSEE市镇编码为17483。

## 政治
伊沃所属的省级选区为沙泰拉永普拉日县。

## 人口

1962-2008年间伊沃人口变化图示

伊沃于2022年1月1日时的人口数量为1508人。